# Kanton Champagney
Kanton Champagney (francouzsky Canton de Champagney) je francouzský kanton v departementu Haute-Saône v regionu Franche-Comté. Tvoří ho devět obcí.

## Obce kantonu
- Champagney
- Clairegoutte
- Échavanne
- Errevet
- Frahier-et-Chatebier
- Frédéric-Fontaine
- Plancher-Bas
- Plancher-les-Mines
- Ronchamp